# Podocarpus fasciculus
Podocarpus fasciculus — вид хвойних рослин родини подокарпових.

## Поширення, екологія
Країни поширення: Японія (Острови Рюкю); Тайвань. Це невеликого чи середнього розміру дерево росте у вічнозелених, нижньогірських чи гірських лісах. Часто зустрічається як підліскове дерево, але може досягати верху низьких лісу на океанічних островах Рюкю. Екологія залишається погано описаною в доступній літературі. На Тайвані, діапазон висот становить від 1500 і 2500 м над рівнем моря.

## Використання
На Тайвані цей вид експлуатується для деревини, але, як і більшість дерев, які не досягають великих розмірів, комерційне значення обмежене. Деревина використовується для виготовлення легких конструкцій, столярних виробів, іноді й меблів. Може бути посаджене в міських парках як декоративне, маскуючись під загальною назвою P. macrophyllus, на якого він зовні схожий.

## Загрози та охорона
На Тайвані цей вид знаходиться під загрозою вибіркових рубок. На о-вах Рюкю, ймовірно, вид був порушений недавніми (після 1945 р.) суцільними рубками, вибірковими рубками та перетворенням рівнинних лісів на сільське господарство.